# Trstenik (Lanišće)
 Trstenik  falu Horvátországban, Isztria megyében. Közigazgatásilag Lanišćéhez tartozik.

## Fekvése
Az Isztriai-félsziget északi részén a Ćićarija-hegység területén, Buzettől északkeletre, községközpontjától 8 km-re északnyugatra két völgy közti kis magaslaton fekszik. Itt halad el a Lanišćéből Dane és Vodice felé menő út, majd Brest és Buzet felé ágazik el.

## Története
Trstenik területe a középkorban a rašpori uradalomhoz tartozott, majd 1394-től vele együtt a Velencei Köztársaság uralma alá került. Szent Lucia tiszteletére szentelt templomát 1580-ban említik először. 1857-ben 206, 1910-ben 207 lakosa volt. Lakói állattartással, tejtermeléssel foglalkoztak. A 20. század közepétől kezdve lakossága intenzíven csökkent. A fiatalok a könnyebb élet reményében a közeli városokban telepedtek le. Elöregedett lakossága fokozatosan kihalt. Néhány házat ma már csak hétvégi nyaralóként használnak. 2011-ben a falunak mindössze 4 lakosa volt.

## Lakosság
| Lakosság változása | Lakosság változása | Lakosság változása | Lakosság változása | Lakosság változása | Lakosság változása | Lakosság változása | Lakosság változása | Lakosság változása | Lakosság változása | Lakosság változása | Lakosság változása | Lakosság változása | Lakosság változása | Lakosság változása | Lakosság változása |
| ------------------ | ------------------ | ------------------ | ------------------ | ------------------ | ------------------ | ------------------ | ------------------ | ------------------ | ------------------ | ------------------ | ------------------ | ------------------ | ------------------ | ------------------ | ------------------ |
| 1857               | 1869               | 1880               | 1890               | 1900               | 1910               | 1921               | 1931               | 1948               | 1953               | 1961               | 1971               | 1981               | 1991               | 2001               | 2011               |
| 206                | 223                | 204                | 223                | 216                | 207                | 191                | 168                | 171                | 104                | 65                 | 32                 | 27                 | 20                 | 4                  | 4                  |

## Nevezetességei
- Szent Lucia tiszteletére szentelt templomát 1580-ban említik először, pontos építési ideje nem ismert, valószínűleg 15. századi. 1839-ben megújították. A templom a temetővel együtt a település legmagasabb pontján áll körítő fallal, a homlokzat előtt álló 11 méter magas zömök négyszögletes toronnyal. A templomban a Hétfájdalmú Szűzanya kőből faragott, igen régi domborműve látható.
- A faluban máig fennmaradtak a 20. század elejének népi építészetét tükröző lakóházak és gazdasági épületek jellegzetes, magas falakkal körülvett zárt udvarokkal és széles kapukkal.